# Chris Hani
Martin Thembisile Hani, més conegut com a Chris Hani (Cofimvaba, Transkei, 28 de juny de 1942 - Boksburg, Gauteng, 10 d'abril de 1993) va ser un polític, militar i militant anti-apartheid sud-africà. Entre el 1991 i la seva mort va ser Secretari General del Partit Comunista de Sud-àfrica, a més a més de dirigent d'Umkhonto We Sizwe, el braç armat del Congrés Nacional Africà (ANC). Va ser un aferrissat oponent al govern apartheid instaurat al seu país. Va morir assassinat el 10 d'abril de 1993.

## Biografia

### Joventut
Hani va néixer el 28 de juny de 1942 al petit poble de Cofimvaba, una vil·la rural xosa anomenada kuSabalele, al Transkei. Va ser el cinquè de sis fills. Va anar a classe a l'escola Lovedale i, posteriorment, va estudiar literatura clàssica i moderna a la Universitat de Fort Hare.
Hani, en una entrevista durant la campanya Wankie, va explicar que també s'havia graduat a la Universitat de Rhodes.

### Carrera política i militar
Amb 15 anys, Hani es va unir a la Lliga Juvenil del Congrés Nacional Africà. Com a estudiant, va ser molt actiu durant les protestes que van seguir a l'aprovació de la Bantu Education Act (1953). Després de graduar-se, es va unir a l'Umkhonto We Sizwe (MK), el braç armat del Congrés Nacional Africà. Després de ser arrestat sota el pretext de la Llei de Supressió del Comunisme, va marxar a l'exili, instal·lant-se a Lesotho el 1963.
Va rebre entrenament militar a l'URSS, i va servir en campanya durant la Guerra Civil de Rhodèsia (actualment Zimbabwe). A finals de la dècada dels '60 va realitzar operacions militars tant per l'MK com per l'Exèrcit Revolucionari del Poble de Zimbabwe. La seva participació en el Destacament Lutuli (que devia el nom al líder de l'ANC Albert Lutuli) va consolidar la reputació de Hani com un soldat valerós del primer exèrcit negre que s'enfrontava al camp de batalla contra l'Apartheid. El seu rol com a lluitador des dels primers dies de l'exili de l'MK (just després de l'arrest de Nelson Mandela i d'altres líders interns de l'MK Rivonia) va ser un dels factors determinants per entendre la lleialtat que sentien per ell quan va convertir-se en comandant de l'MK. El 1969 va redactar i signar, juntament amb sis persones més, el conegut com a Hani Memorandum, un document molt crític amb el lideratge de Joe Modise, Comandant en Cap del braç armat de l'ANC.
A Lesotho hi va organitzar les operacions guerrilleres de l'MK a Sud-àfrica. Cap al 1982 s'havia convertit en un dels líders més importants del moviment anti-apartheid, motiu pel qual va patir diversos intents d'assassinat; és per això que va decidir traslladar la seu central de l'ANC a Lusaka, Zàmbia. Com a dirigent d'Umkhonto We Sizwe, va ser el responsable de sufocar un motí de membres de l'ANC anti-comunistes, a qui va confinar en camps de detenció; no obstant, sempre va negar cap responsabilitat en possibles abusos, incloent la tortura o l'assassinat.
Després d'haver passat molts anys en la clandestinitat, va tornar a Sud-àfrica el 1990, moment en què es va legalitzar de nou el Congrés Nacional Africà. L'any següent va succeir a Joe Slovo com a Secretari General del Partit Comunista de Sud-àfrica. Va donar suport al desarmament de l'ANC com a mesura per refermar les negociacions amb el govern.

### Assassinat
Chris Hani va ser assassinat el 10 d'abril de 1993 a l'entrada de casa seva, situada a Dawn Park, un suburbi mixta de Boksburg. Va ser abordat per un immigrant d'extrema dreta polonès, Janusz Waluś, qui li va disparar al cap i a l'esquena quan Hani sortia del seu cotxe. Waluś va abandonar l'escena, però va ser arrestat posteriorment gràcies al testimoni d'una veïna, una dona afrikaner blanca, que va trucar a la policia. Clive Derby-Lewis, membre del parlament pel Partit Conservador i Ministre d'Economia a l'Ombra en aquell moment, que va ser qui va donar a Waluś la pistola, també va ser arrestat posteriorment per complicitat en l'assassinat de Hani. El Partit Conservador de Sud-àfrica (Konserwatiewe Party van Suid-Afrika) s'havia distanciat del governant Partit Nacional en oposar-se a les reformes imposades pel President Botha. Després de les eleccions del 1989, el Partit Conservador era la segona força al Parlament, només superat pel Partit Nacional, i es van oposar al desmantellament del sistema Apartheid proposat per de Klerk.
Històricament, l'assassinat s'ha vist com un punt d'inflecció. Després de la mort de Hani, les tensions entre els diversos actors del conflicte es van disparar, estenent-se la violència per tot el país. Nelson Mandela es va adreçar a la nació apel·lant a la calma, en un discurs que s'ha qualificat de presidencial, fins i tot tenint en compte que en aquell moment encara no era el President de Sud-àfrica:
| « | Aquesta nit m'adreço a cada un dels sud-africans, blancs o negres, des del més profund del meu ésser. Un home blanc, ple de prejudicis i d'odi, ha vingut al nostre país i ha comès un acte tan vil que tota la nostra nació trontolla a la vora del desastre. Una dona blanca, d'origen Afrikaner, ha arriscat la seva vida perquè nosaltres ho sapiguem i portem a la justícia aquest assassí. L'assassinat a sang freda de Chris Hani ha enviat ones de xoc a tot el país i al món. ... Ara és el moment perquè tots els sud-africans ens mantinguem units contra aquells qui, des de qualsevol bàndol, desitgen destruir allò pel què Chris Hani va lluitar tota la vida – la llibertat de tots nosaltres. | » |

Mentre els disturbis seguien després de l'assassinat, les dues parts del procés de negociació es galvanitzaven a l'acció, arribant a la conclusió que les eleccions democràtiques havien de tenir lloc el 27 d'abril de 1994, just un any després de l'assassinat de Hani.